# Cmentarz żydowski w Dusznikach-Zdroju
Cmentarz żydowski w Dusznikach-Zdroju – dawny kirkut mieścił się przy ulicy Słowackiego, za dworcem kolejowym. Ostatnie pogrzeby na terenie kirkutu miały miejsce w latach 40. XX wieku. Po cmentarzu nie ma żadnego śladu. Brak jakichkolwiek nagrobków.